# Cruz armênia

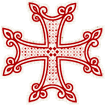
Cruz armênia

Cruz Armênia (em armênio/arménio:  Հայկական խաչ), ou Cruz Florida (em armênio/arménio:  Ծաղկած խաչ), um tipo único de cruz cristã usada pela Igreja Apostólica Armênia como símbolo do Cristianismo. É colocada nas cúpulas das igrejas armênias, esculpida em cachecares e nas paredes dos complexos monásticos, representada em cortinas de altar, vestimentas de clérigos, etc.

## Galeria

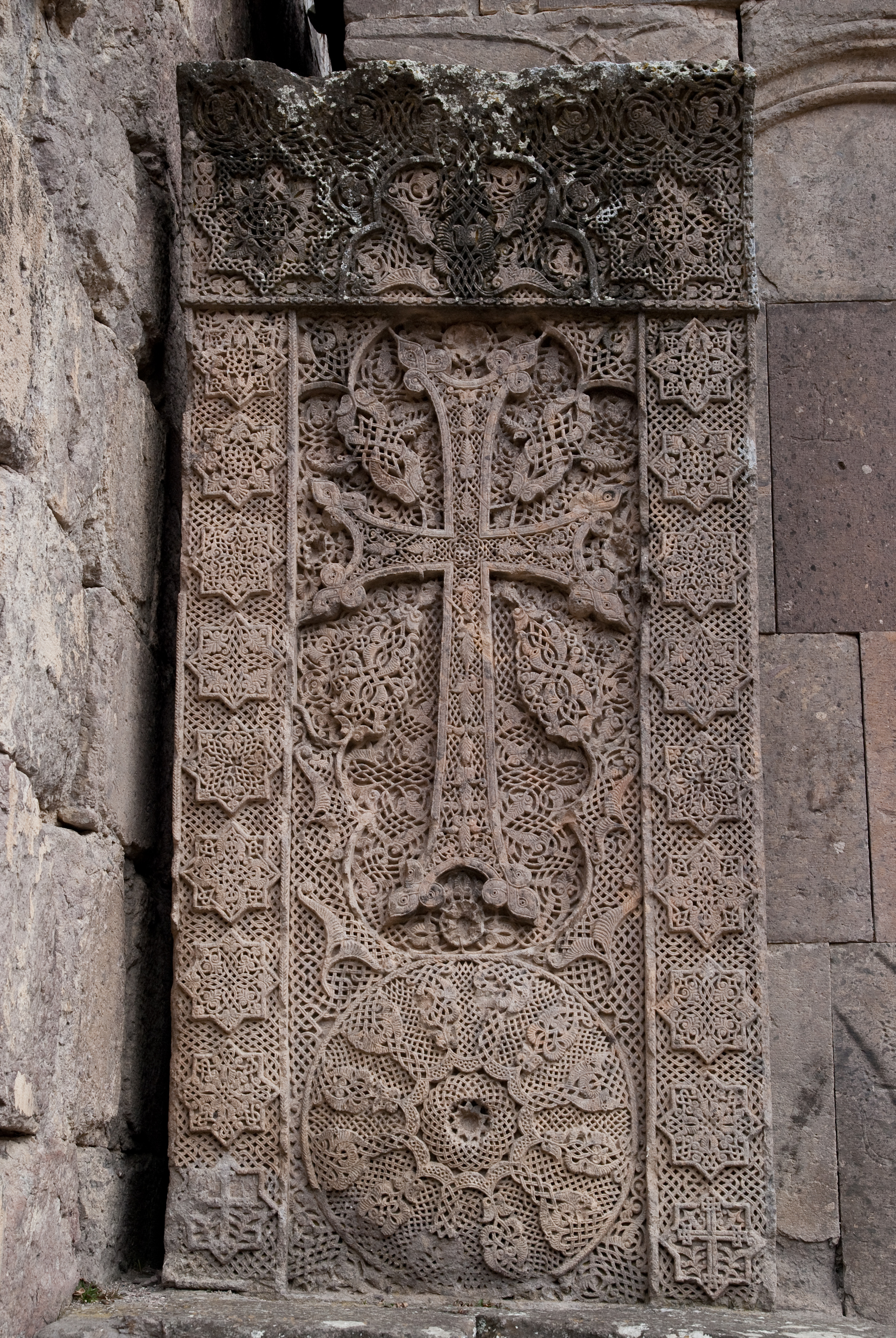
Cachecar no Mosteiro de Goxe
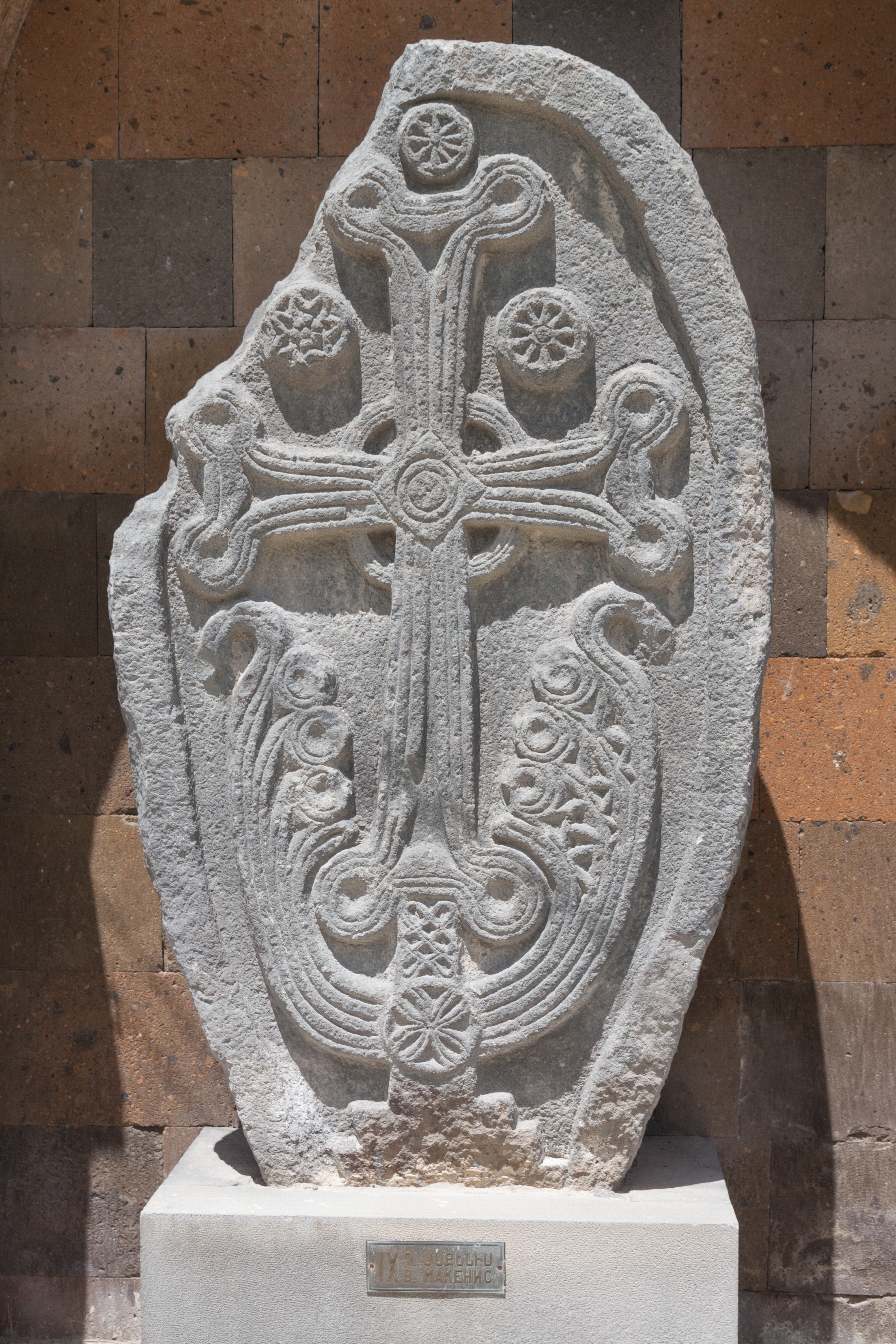
Cachecar do século IX, agora em Echemiazim
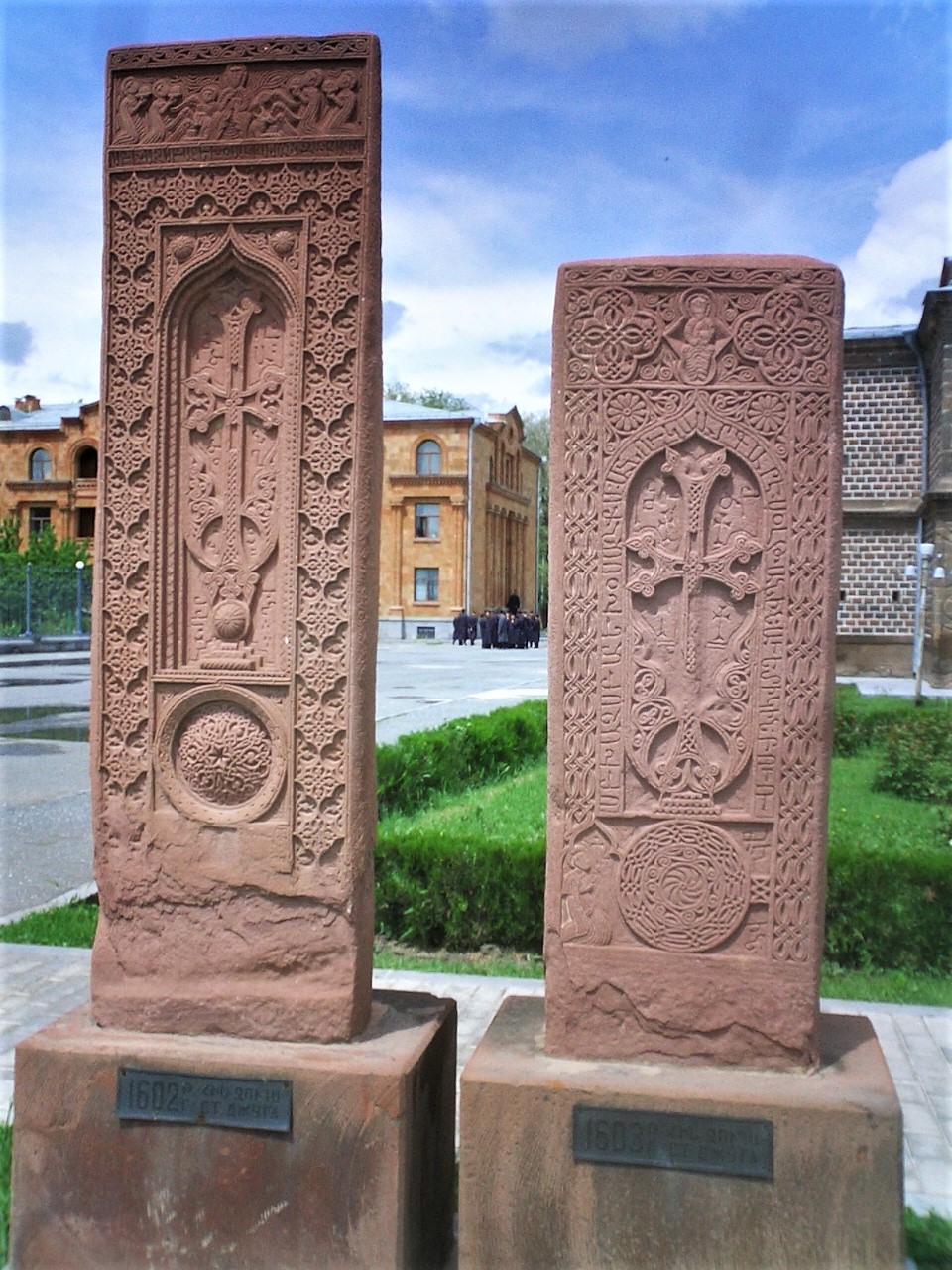
A cruz armênia nos cachecares trazidos de Jula, agora em Echemiazim